# ألفرد هيرشي
ألفرد داي هيرشي (بالإنجليزية: Alfred Day Hershey)‏ ـ (ولد في أووسو بولاية ميتشيغان في 4 ديسمبر 1908 وتوفي في 22 مايو 1997) عالم أحياء دقيقة ووراثة أمريكي، فاز بجائزة نوبل في الطب سنة 1969 بالاشتراك مع ماكس دلبروك وسلفادور لوريا.
حصل هيرشي على درجة البكالوريوس في الكيمياء من جامعة ولاية ميتشيغان سنة 1930، ثم حصل على دكتوراه الفلسفة في علم الأحياء الدقيقة (البكتريولوجيا) سنة 1934، وسرعان ما تم تعيينه بقسم البكتريولوجيا بجامعة واشنطن في سانت لويس.
بدأ هيرشي إجراء التجارب على آكلات البكتيريا (الباكتريوفاج أو العاثية) مع العالم الأمريكي ذي الأصل الإيطالي سلفادور لوريا والعالم الأمريكي ذي الأصل الألماني ماكس دلبروك سنة 1940، ولاحظ أنه إذا أصاب نوعان من العاثية من سلالتين مختلفتين نفس البكتريا، فقد يحدث تبادل للمعلومات الجينية بين نوعي العاثية المختلفين.
انتقل هيرشي إلى كولد سبرنغ هاربور بولاية نيويورك سنة 1950 ليلتحق بالعمل في قسم الوراثة في مؤسسة كارنيجي للعلوم بواشنطن، حيث أجرى سنة 1952 تجربة هيرشي ـ تشيز الشهيرة بالاشتراك مع مارثا تشيز، وهي التجربة التي زادت من تأكيد المعلومة القائلة بأن الدنا ـ وليس البروتين ـ هو المادة الوراثية.
في سنة 1962 تولى هيرشي منصب المدير بمؤسسة كارنيجي، ثم منح جائزة نوبل في الطب سنة 1969 بالاشتراك مع زميليه دلبروك ولوريا «لاكتشافاتهم المتعلقة بآليات تكاثر الفيروسات وتركيبها الجيني».

## روابط خارجية
- ألفرد هيرشي على موقع الموسوعة البريطانية (الإنجليزية)
- ألفرد هيرشي على موقع مونزينجر (الألمانية)
- ألفرد هيرشي على موقع إن إن دي بي (الإنجليزية)